# 11008 Ernst
11008 Ernst è un asteroide della fascia principale. Scoperto nel 1981, presenta un'orbita caratterizzata da un semiasse maggiore pari a 2,5972000 UA e da un'eccentricità di 0,1068797, inclinata di 13,30297° rispetto all'eclittica.